# Pinatelle d'Allanche
La Pinatelle d'Allanche est un massif forestier d'une superficie d'environ 2 700 ha situé sur les communes d'Allanche, Neussargues en Pinatelle (Chalinargues et Chavagnac) et Vernols dans le Cantal.
Elle tire son nom de l'essence la plus couramment présente : le Pin sylvestre.
Le cerf élaphe (Cervus elaphus) qui y a été introduit dans les années soixante s'est parfaitement bien acclimaté au lieu, ce qui explique qu'aujourd'hui le massif compte une population relativement importante d'individus.
Au nord-ouest, se trouve le lac du Pêcher, d'origine artificielle, créé par des moines au Moyen Âge .
Plusieurs sentiers de randonnée et autres chemins forestiers permettent de sillonner la forêt dans une ambiance de quiétude propice à la détente.